# 伊能靜
伊能靜江（1968年3月4日—），出生名吳靜怡，藝名伊能靜，台灣女歌手、演员。1990年代初，伊能靜到過香港發展，1996年至1997年赴日本發展，1998年後到中國大陸发展。

## 生平
伊能靜在台北出生，眷村长大。父亲为山东省济南市人，国共内战随军来台。母親楊淑婉為基隆人，是一名歌星，在國語歌唱綜藝《群星會》節目中，用「藍茜」作為藝名，其外祖父楊元丁曾任台灣基隆市議會副議長，二二八事件時遇害。
出生時原名吳靜怡。後其父母離異，母親改嫁琉球人伊能祥光，將她改名為伊能靜江，伊能靜是藝名。早年母親希望伊能靜學好英語，所以安排她在香港讀小學。伊能靜中學時期就讀位在東京都新宿區四谷東京中華學校，在關東女子高校肄業後便進入了演藝圈。伊能靜因此會說流利的國語、粵語、日語。

### 進入演藝圈
伊能靜17歲時從日本返台、並成為劉文正的“飛鷹製作”公司旗下歌手。伊能靜與裘海正和方文琳一同出道，當時媒體稱其為「飛鷹三姝」並發行音樂專輯。當時的伊能靜因為她的背景以及外型而非常受到歡迎。於1987年的發行首張專輯《有我有你》，因專輯裡的歌曲《爸爸不要說》帶有當時歐美很流行的叛逆氣息，推出後，便很受歡迎。1988年的《十九歲的最后一天》以及《我是貓》，以獨特的憂傷少女氛圍，更是征服許多年輕人的心，造就許多傳唱率極高的歌曲。1989發行的第四張專輯《悲傷的茱麗葉》一曲，更是堅定了她在歌壇上的經典地位與童話形象。偶後幾年發行的專輯，都有不錯的成績。伊能靜嚴然成為台灣最受歡迎的女偶像，極受年輕學子愛戴。1993年，她那首記錄自己心境的《流浪的小孩》，亦非常成功，使她的歌唱事業達到又一個高峰。其實從第一張專輯開始，伊能靜就嘗試自己作詞。事實上，伊能靜出道以來的一百多首歌曲中，幾乎九成的歌，都來自她的手筆，甚至還有作曲作品問世。只是因為偶像歌手的包裝，較少為人關注。此外，伊能靜在戲劇上，表現也十分突出。首次主演的電影《好男好女》，由國際名侯孝賢導演。使她在1995年獲得臺灣金馬獎最佳女主角提名。伊能靜與侯孝賢導演合作三部電影，還有1996年的《南國再見，南國》和1998年客串演出的《海上花》。1996年，也領銜主演何平導演的電影《國道封閉》，使她在1997年再次獲得第34屆臺灣金馬獎最佳女主角提名。1999年，伊能靜主演英國著名導演彼得·格林納威（Peter Greenaway）的電影《八又二分之一女人》，涉足國際影壇。這些電影的成功表現，還使她成為了臺灣最早踏上法國坎城（坎城）電影節、日本東京電影節紅地毯的女藝人。

### 在香港的發展
伊能靜小時候曾與胞姊於香港居住，她曾在1990年代初以台灣歌手到香港發展，伊能靜能說流利的粵語，起初令很多人都詫異。1991年，她到香港宣傳她的第一張粵語及國語唱片《悲傷的Juliet》。出席過一些在香港的宣傳活動，如TVB、港台做DJ、受節目《sunday新地帶》、《週末任你點》、《婦女新姿》，和劉德華曾上《beyond 放暑假》做嘉賓，及各大雜誌訪問。她那時除了出了個人專輯，還有一本以錄影帶形式的雜誌訪問。
1993年，她在華納唱片推出第二集粵語大碟《戀愛》。因唱片公司說她在公主式的形象，香港人不受落，要求伊能靜轉形，所以此大碟沒有她獨特的風格，主打歌是《電話中擁抱你》。大碟中的歌曲大多改編其國語大碟《遊戲》內的歌，只有一首全新歌《孤單約會》。伊能靜主要是出席一些宣傳活動，唱片公司沒有花過大量的宣傳費。伊能靜唱片主打歌曲《落入凡間的精靈》和《悲傷的Juliet》，她包辦全碟歌詞。她在香港推出了她的著作《落入凡間的精靈》；《Annie少女服裝手冊 》和《  小貓仙寫真集》。

### 在日本的發展
1995年至1997年間，順應侯孝賢導演的「好男好女」電影，在日本產生的影響力，赴日本打拼事業，伊能靜原本就流利的日語，使她在日本的發展十分便利。1996年至1997年，當時她在日本發行數張專輯與單曲，並且應邀演出當地的舞臺劇，做電臺主持，展現她全方位的才能。當時很受日本觀眾歡迎，事業表現亮眼。只是當時，她已與庾澄慶相戀。難忍相思之苦，所以與日本經紀公司約滿後，選擇不再續約，返回臺灣。

### 在中国大陆的发展
伊能静在1997年接拍第一部中國大陸影片《我血我情》，之后逐渐转入中國大陸发展，出演多部电视剧、电影以及舞台剧，并担任多个选秀节目評審。2006-2007年担任加油！好男儿的决赛部分总評審。2010-2013年连续四届担任中国达人秀評審。2012年还担任了湖南卫视女人如歌評審。2011年出任北京科技职业学院金马电影学院的教师职位。
2020年，伊能静参加芒果TV女团选秀节目《乘风破浪的姐姐》，为该节目年龄最大的参赛选手。

## 个人生活
2000年2月14日伊能靜與認識14年的台灣歌手庾澄慶結婚，2002年於美國產下一子庾恩利。伊能静亦曾以「吳靜怡」及「達客」署名為庾澄慶創作歌詞。
2008年，伊能靜在中國大陸被拍到和演員黃維德牽手照，引發台灣輿論廣泛批評其出軌行為。2009年3月20日，伊能靜與庾澄慶同時發表離婚聲明，結束九年婚姻。
2014年，宣布與小10歲的中國大陸演員秦昊交往。2014年9月，伊能靜在微博承認，7月已答應大陸演員秦昊的求婚。2015年6月1日，在沈阳舉行婚禮。2016年6月，伊能靜以48歲之齡在美國產下一女「米粒」。

## 爭議
2011年伊能静在温州动车事故后发出质疑。之后她接受《南都周刊》的采访，称艺人也是人，不能置身于公共事务之外。
2013年南周事件发生后，伊能静在1月10日发多条微博呼吁言论自由，回忆在二二八事件中被害的姥爷，暗讽《环球时报》“狗仗人势”“比狗还像样”，引发热议。她随后发布微博：「我去喝茶了，希望茶好喝……」，指自己被当局约谈。当晚，伊能静当日所有微博被删除且遭禁言（翌日下午三點解禁），但其大陆经纪人洪暉否认伊能静「喝茶」和工作受到影响，对删除微博表示不了解。此後兩年，伊能靜在中國遭到不同程度封殺。她原定於1月16日在北京王府井書店的新書發布會被書店方以「安全」理由取消，并在20日证实退出《中国达人秀》节目录制。她于事件前在浙江卫视录制的新节目《转身遇到TA》未能如期播出， 浙江卫视官网也将其从《转身遇到TA》的相关新闻中删除。同年10月，她擔任廣西衛視《一聲所愛大地飛歌》評委，但節目播出時畫面被剪，而後參與的《快樂大本營》雖在2014年9月20日播出，但在網路遭禁且未重播。
2013年9月25日，伊能靜在夏俊峰被判死刑後，發布新浪微博：“願尊重司法，三個家庭的悲劇，孩子們皆失去父親，再不論是非。而旁人之惡言都是二度傷害。今日收夏俊峰子夏健強為義子， 成為孩子義母。與夏俊峰遺孀張晶結為姊妹。資助孩子學費、扶植孩子繪畫天賦，讓強強健康長大，也請朋友多幫助拍賣畫作，讓強強以自己能力站起來”。大部分網民，以及法律學者徐昕、中政法學院副院長何兵、財經網官方微博等都表示致敬。然而其後，夏健強部分畫作与台灣插畫家幾米畫作近似，被疑抄襲。瀋陽張晶聲稱自己初中文化，不懂抄襲，並向幾米致歉。部分網友認為張晶幕後有團隊操控。
2019年1月14日，伊能静在其微博上发文称，自己曾前往印度见到智慧大师后，身心得到了帮助，随后又在微博上推荐“心灵课程”。后遭到网友质疑，认为课程价格昂贵，属于“传销”。不久后，“心灵课程”遭到“中国反邪教”、“中国警方在线”微博的批评，其后伊能静删除了该微博。
2019年10月13日，伊能靜於微博上反駁攻擊其女“米粒”的網友，後引發其即將發售之益生菌產品的熱烈討論。 於此事件中，伊能靜在其微博上大量刪除拉黑質疑之留言，其中不乏實名認證的專業醫師，並多次編輯修改微博內容，起初言益生菌之神，但被眾多網友質疑，終無奈加上「PS.益生菌不是藥，所以有病一定要看醫生遵照醫生指示喔。」一句，因此得以熄火。
2020年6月，伊能靜在《乘风破浪的姐姐》衍生访谈节目《定義》表示自己現在很幸福，因為完成愛之後再去完成自我價值就再也丟不掉什麼東西。她接着说：「如果你先完成自我價值，那很慘，因為你的事業已經到頂，那就會像梅艷芳，因為她一輩子都在尋找愛，連她最後已經瘦成那樣，她在台上都要穿著婚紗，人生不能倒過來。」這段宣言引來網友不满，節目影片随后下架。导演关锦鹏批评道：“每个人有每个人的行事风格，什么时候轮到伊能静指手画脚呢？”梅艳芳徒弟譚耀文说：「人的修養和情操高低立即可見！」

## 音樂作品

### 音樂專輯
| 專輯名稱                                     | 發行日期      | 發行地區   | 發行公司              | 曲 目 |
| -------------------------------------------- | ------------- | ---------- | --------------------- | --- |
| 有我有你                                     | 1987年7月     | 台灣       | 飛鷹唱片              | 曲 目 1. 有我有你(伊能靜/方文琳) 2. 太陽眼鏡 3. 我的眼淚是真的 4. 新娘 5. 年輕的心 6. 爸爸不要說 7. 夢話 8. 朋友 9. 初戀 10. 我懂 11. 星期六的下午 |
| 十九歲的最後一天                             | 1988年3月     | 台灣       | 飛鷹唱片              | 曲 目 1. 生日快樂 HAPPY BIRTHDAY 2. 十九歲的最後一天 3. 驕傲的面具 4. 愛的日記 5. 我們是最好的朋友 6. 加一些想像 7. 我累了 8. 三月的秘密 9. 帶我去月亮 10. 我就是年輕 |
| 我是貓                                       | 1988年11月    | 台灣       | 飛鷹唱片              | 曲 目 1. 尋人啟事(失蹤少女) 2. 貓的戀曲(我是貓)(伊能靜/巫啟賢) 3. 親愛的爹地 4. 星星的夢 5. 小時候(癡癡的心) 6. 青春的自己 7. 請相信我 8. 藍色大衣的男孩 9. 鑰匙兒 10. 我在戀愛 |
| 在世界放光芒合輯                             | 1989年8月     | 台灣       | 飛鷹唱片              | 曲 目 1. 在世界放光芒(裘海正/方文琳/伊能靜/巫啟賢/霍正奇/李儀文) 2. 衝出自己的天空(霍正奇/李儀文) 3. 寧願選擇寂寞(方文琳) 4. Let Me Go(李儀文) 5. 啤酒周圍的故事(巫啟賢) 6. 埋葬愛情(方文琳/巫啟賢) 7. 親愛的Annie(伊能靜) 8. 跳起舞來(裘海正) 9. 我想祇有一個理由(裘海正) 10. Missing You(巫啟賢) |
| 悲傷的茱麗葉                                 | 1989年9月     | 台灣       | 飛鷹唱片              | 曲 目 1. 悲傷的茱麗葉 2. 怪盜亞森羅蘋 3. 舞得發熱 4. 守候 5. 愛麗絲的日記 6. 吵架之後 7. 祈求 8. 上帝媽咪 9. 向愛情說聲對不起 10. 從側面愛你 |
| 落入凡間的精靈                               | 1990年3月     | 台灣       | 飛鷹唱片              | 曲 目 1. 落入凡間的精靈 2. 邱比特的惡作劇 3. Cry On Your Smile 4. 街頭頑童 5. 青春傷痕 6. 深夜的辛蒂蕾拉們 7. 精靈頑童 8. 壞女孩 9. 說謊與變心 10. 華麗的冒險 |
| 緊緊擁抱我                                   | 1990年12月    | 台灣       | 飛鷹唱片              | 曲 目 1. 永遠是你純純的臉 2. 緊緊擁抱我 3. 成熟少女心 4. 為何不是我 5. 想你是我的壞習慣 6. 最佳男主角 7. 他的方法都一樣 8. 失戀紀念日 9. 選錯電影選錯你 10. 少女十誡 |
| 悲傷的茱麗葉粵語專輯                         | 1991年6月     | 香港       | 寶麗金唱片            | 曲 目 1. 落入凡間的精靈 2. 悲傷的 Juliet 3. 乖女孩大戰 Bad Girl 4. 深夜的 Cinderella 5. 怪盜亞森羅蘋 6. 悲傷的茱麗葉 7. 守候 8. 舞得發熱 9. 從側面愛你 10. 我累了 |
| 安妮的王子                                   | 1991年11月    | 台灣       | 飛鷹唱片              | 曲 目 1. 小教父 2. 誘惑我的心 3. 莎喲娜啦 4. Second Chance 5. 與敵人共枕 6. 十二少 7. 親密的背後 8. 惡魔的新娘 9. 陪在你左右 10. 誘惑我的心(Kala) |
| 安妮的音樂盒                                 | 1991年        | 台灣       | 飛鷹唱片              | 曲 目 1. 生日快樂 2. 十九歲的最後一天 3. 悲傷的茱麗葉 4. 親愛的爹地 5. 貓的戀曲 6. 請相信我 7. 壞女孩 8. 怪盜亞森羅蘋 9. 三月的秘密 10. 尋人啟事 11. 我累了 12. 落入凡間的精靈 13. 吵架之後 14. 邱比特的惡作劇 |
| 安妮的音樂盒II                               | 1991年        | 台灣       | 飛鷹唱片              | 曲 目 1. 深夜的辛蒂蕾拉們 2. 祈求 3. 加一些想像 4. 街頭頑童 5. 藍色大衣的男孩 6. 我在戀愛 7. 我就是年輕 8. 新娘 9. 舞得發熱 10. 向愛情說聲對不起 11. 驕傲的面具 12. 守候 13. 帶我去月亮 14. 愛麗絲的日記 |
| 安妮的音樂盒III                              | 1991年        | 台灣       | 飛鷹唱片              | 曲 目 1. 乖女大戰 Bad Girl 2. 落入凡間的精靈 3. 怪盜亞森羅蘋 4. 深夜的 Cinderella 5. 悲傷的 Juliet 6. 說謊與變心 7. 最佳男主角 8. 從側面愛你 9. 為何不是我 10. 上帝媽咪 11. 星星的夢 12. 華麗的冒險 13. 青春傷痕 14. 成熟少女心 |
| 遊戲                                         | 1992年5月     | 台灣       | 飛碟唱片              | 曲 目 1. 我不過是你的遊戲嗎? 2. 螢火蟲 3. 愛我又恨我 4. 我喜歡聽你說我愛你 5. 怕怕 6. 我等你 7. 我不告訴你 8. 偷偷的 9. 惡女 10. 新生的我 |
| 安妮的音樂盒4                                | 1992年        | 台灣       | 飛鷹唱片              | 曲 目 1. 陪在你左右 2. 萍聚 3. 緊緊擁抱我 4. 想你是我的壞習慣 5. 十二少 6. Second Chance 7. 我的愛 8. 選錯電影選錯你 9. Cry On Your Smile 10. 親密的背後 11. 愛的日記 12. 可以不可以 13. 鑰匙兒 14. 青春的自己 |
| 戀愛中的女人                                 | 1993年4月12日 | 台灣       | 飛碟唱片              | 曲 目 1. 天變地變情不變 2. 轟轟烈烈去愛 3. 情不自禁 4. 紅顏美人多薄命 5. 與你纏綿 6. 誰 7. 玩火自焚 8. 你善變的心 9. Liar 10. 別離歌 |
| 戀愛粵語專輯                                 | 1993年6月     | 香港       | 華納音樂              | 曲 目 1. 電話中擁抱你 2. 孤單約會 3. 愛心考試 4. 暖的心，冷的吻 5. 知你為我好 6. 我等你(粵語版) 7. 千千眼睛 8. 偷戀 9. 我這樣傻 10. 愛多痛多 11. 新生的我(粵語版) |
| 流浪的小孩                                   | 1993年11月    | 台灣       | 飛碟唱片              | 曲 目 1. 流浪的小孩 2. 聖誕快樂(Merry X'mas) 3. One Woman Two Men 4. 愛上你讓我變得壞 5. 想做就做吧 6. 好女人 7. 野孩子 8. 人魚 9. Choo Choo Train 10. 夜上海 |
| 聖女傳說                                     | 1994年6月13日 | 台灣       | 飛碟唱片              | 曲 目 1. 上帝救我 2. 十七歲 3. Cool Girl 4. 化蝶 5. 背叛的情人 6. 跟我在一起 好不好 7. 魂縈舊夢 8. I'm Waiting For My Man 9. 我不是個多情的人 10. Bad Girl |
| 典藏精選                                     | 1994年        | 台灣       | 飛鷹唱片              | 曲 目 CD1 1. 有我有你 - 伊能靜/方文琳/裘海正 2. 夢話 3. 星期六的下午 4. 我的愛 5. 我的眼淚是真的 6. 我懂 7. 太陽眼鏡 8. 爸爸不要說 9. 十九歲的最後一天 10. 生日快樂 11. 我累了 12. 帶我去月亮 13. 驕傲的面具 14. 加一些想像 15. 開心女孩 16. 初戀 CD2 1. 我是貓 - 伊能靜/巫啟賢 2. 失蹤少女 3. 親愛的爹地 4. 星星的夢 5. 藍色大衣的男孩 6. 請相信我 7. 青春的自己 8. 悲傷的茱麗葉 9. 怪盜亞森羅蘋 10. 舞得發熱 11. 守候 12. 從側面愛你 13. 壞女孩 14. 祈求 15. 吵架之後 16. 落入凡間的精靈 |
| 下大雨了，春花開了                           | 1995年5月     | 台灣       | 飛碟唱片              | 曲 目 1. 下大雨 2. 愛你不對嗎 3. 洗衣服 4. 後現代女性 5. 某年某月某一天的日記 6. 春花 7. 等愛 8. 喘不過氣 9. 沒有明天 10. 很遠 |
| 相親相愛合輯                                 | 1995年5月     | 台灣       | 飛碟唱片              | 曲 目 1. 相親相愛(群星) 2. 友誼長存(錢薇娟) 3. 等待(姜育恒) 4. 我要給你一個家(葉歡) 5. 留一些溫馨(任潔玲) 6. 夢中的青春-台語(伊能靜/蕭福德) 7. 精彩世界(鄭華娟/張小雯/姜育恒) 8. 美麗的責任(潘越雲) 9. 朋友別哭(呂方) 10. 感恩的心-台語版(李碧華) |
| 百樂門小艷紅之快活歌                         | 1995年12月    | 台灣       | 飛碟唱片              | 曲 目 1. 說不出的快活 2. 愛神的箭 3. 不管你是誰 4. 月圓花好 5. 我有一段情 6. 打噴嚏 7. 我要你的愛 8. 等著你回來 9. 如果沒有你 10. 我的天堂 |
| ANNIE日文EP                                  | 1996年2月21日 | 日本       | Aja RECORDS           | 曲 目 1. 東京KISS 2. オールウェイズ 3. JIRIRI 4. 愛 いつも終わらない~eye 5. ウィズ~愛に強い人 6. 空を見てた瞳~ラヴ・ウィズ・ユー |
| 自己                                         | 1996年7月     | 台灣       | 飛碟唱片 華納音樂     | 曲 目 1. Hey, my friend 2. 小狗 3. 想太多 4. 問號 5. Sing A Song 6. 勇氣 7. 自己(My Self) 8. 青春本來就苦 9. 有你的愛 10. 那麼 |
| 舞夜 Annie's Night                           | 1996年12月    | 台灣       | 飛碟唱片 華納音樂     | 曲 目 1. 悲傷茱麗葉組曲(Remix) 2. 19歲的最後一天 3. 我是貓 4. 悲傷茱麗葉 5. 上帝救我組曲(Remix) 6. 快活歌(Remix) 7. 紅顏美人多薄命 8. 陪在你左右 9. 想愛就說出來 10. Merry x'mas(聖誕快樂) |
| Always日文單曲                               | 1997年1月22日 | 日本       | Victor Entertainment  | 曲 目 1. オールウェイズ(スタジオ・ミックス) 2. チキ バン-バン! |
| Shizuka Inou Special deluxe edition日文EP    | 1997年1月22日 | 日本       | Victor Entertainment  | |
| Born to Love日文單曲                         | 1997年4月9日  | 日本       | Victor Entertainment  | 曲 目 1. ボーン・トゥ・ラヴ 2. ア・ウィッシュ 3. ボーン・トゥ・ラヴ(インストゥルメンタル) 4. ア・ウィッシュ(同) |
| Annie The First！日文專輯                    | 1997年4月23日 | 日本       | Victor Entertainment  | 曲 目 1. プロローグ 2. オールウェイズ 3. アップサイド・ダウン 4. 愛 いつも終わらない~eye 5. ア・ウィッシュ 6. ボーン・トゥ・ラヴ 7. 東京キス 8. チキ・バン-バン! 9. 泣きたいくらい 10. リアル 11. ウィズ~愛に強い人 12. ビー・ファイン 13. エピローグ 14. オールウェイズ(インストゥルメンタル) |
| 泣きたいくらい 日文單曲                      | 1997年9月22日 | 日本       | Victor Entertainment  | 曲 目 1. 泣きたいくらい(シングル・ミックス) 2. 同(テルスター・ダブ・ミックス) 3. 同(インストゥルメンタル) |
| 從脆弱到勇敢                                 | 1999年        | 台灣       | 華納音樂              | 曲 目 1. 有我有你 2. 爸爸不要說 3. 我不過是你的遊戲嗎？ 4. 螢火蟲 5. 紅顏美人多薄命 6. 轟轟烈烈去愛 7. 天變地變情不變 8. 流浪的小孩 9. 好女人 10. 夜上海 11. 上帝救我 12. 下大雨 13. 魂縈舊夢 14. 春花 15. 小狗 16. 那麼 17. 說不出的快活 18. 打噴嚏 19. 我是貓 20. 悲傷的茱麗葉 |
| 我很勇敢                                     | 1999年        | 台灣       | 好普音樂 大信唱片     | 曲 目 1. 我很勇敢 2. 你對我的好 3. 河岸 4. 深海 5. 想離你再近一點 6. 害怕 7. 續杯 8. 我加上我加上我的 9. 簡單喜歡你 10. 煩！懶？呆。 11. 數數字 |
| 關不住                                       | 2001年        | 台灣       | 好普音樂 歌萊美唱片   | 曲 目 1. 關不住 2. 你是我的幸福嗎？ 3. 暗花 4. 好好的過 5. 分裂 6. 相處 7. ㄛㄛ 8. 冰箱裡的玫瑰 9. 聰明 10. 假面的告白 11. 暗花 |
| Princess A                                   | 2006年12月    | 台灣       | 好普音樂 種子音樂     | 曲 目 1. 念奴嬌 2. 月兒亮彎彎 3. 十九歲的最後一天 4. 爸爸不要說 5. 悲傷的茱麗葉 6. 流浪的小孩 7. 螢火蟲 8. 落入凡間的精靈 9. 三月的秘密 10. 我是貓 11. 生日快樂 12. 一千遍我愛你 13. 一個人 14. 紅顏美人多薄命 15. 緊緊擁抱我 16. 轟轟烈烈去愛 17. 好女人 18. 天變地變情不變 19. 你是我的幸福嗎? 20. 下大雨 21. 你對我的好 |
| 夢想的翅膀合輯                               | 2008年        | 台灣       | 種子音樂              | 曲 目 CD1 1. 夢想的翅膀 - 群星 2. 老子說 [Lao-Tzu Said] - 吳克群 3. 大明星 - 王櫟鑫/俞灝明 4. 那個人 - 吳克群 5. 約定 - 王光良 6. 真愛的力量(蒙語版) - 阿穆隆 7. 原來我最愛的人是你不是他 -林健輝 8. 雨淚 - 楊天寧 CD2 1. 我們都是一朵花 - 江美琪 2. 好聽 [Easy On The Ear] - 許茹芸 3. 傻瓜 - 溫嵐 4. Only One - 順子 5. 你是我最愛的人 - 王菀之 6. 瘋子 - 許哲佩 7. 月亮忘記了 - 許茹芸 8. 愛哭鬼 - 江美琪 9. 我對你有多好 - 伊能靜 10. 心兒慢慢搖 - 伊能靜                              |
| 春暖花開單曲                                 | 2010年        | 大陸、台灣 | 美夢成真音樂 艾迴唱片 | 曲 目 1. 春暖花開 2. 愛的練習本 |
| 永遠的安妮公主                               | 2011年        | 新加坡     | 飛鷹夢田唱片          | |
| 可愛的寶貝 單曲                              | 2013年        | 大陸、台灣 | 華納音樂              | 曲 目 1. 可愛的寶貝 |
| 謝謝你的愛單曲（電影 我是女王 插曲 ft.秦昊） | 2015年4月16日 | 大陸       |                       | 曲 目 1. 謝謝你的愛 |
| 對先生 對小姐 單曲（ft.秦昊）                | 2015年8月6日  | 大陸       | 通力唱片              | 曲 目 1. 對先生 對小姐 2. 對先生 對小姐(伴奏) |

## 演出作品

### 電視劇
| 日期      | 劇名           | 飾演             | 備註 |
| --------- | -------------- | ---------------- | ---- |
| 1990年7月 | 七億新娘       | 江絮潔           |      |
| 2000年    | 人間四月天     | 陸小曼           |      |
| 2000年    | 心靈物語       | 蘇慧敏、阿蓮     |      |
| 2001年    | 遠嫁日本       | 宋慶齡           |      |
| 2001年    | 貧窮貴公子     | 綾子             |      |
| 2002年    | 偷偷愛上你     | 倪純純           |      |
| 2003年    | 風聲鶴唳       | 張婉心           |      |
| 2003年    | 畫魂           | 奧米（伊能靜飾） |      |
| 2004年    | 白門柳         | 柳如是           |      |
| 2005年    | 大清后宮       | 祥妃             |      |
| 2007年    | 浣花洗劍錄     | 脱塵郡主         |      |
| 2007年    | 少年讼师纪晓岚 | 吴师师           |      |
| 2007年    | 狼煙           | 路佩佩           |      |
| 2008年    | 宠物医院       | 文静             |      |
| 2008年    | 三个女人的秘密 | 王丁             |      |
| 2008年    | 大瓷商         | 卫秋禾           |      |
| 2008年    | 鎖清秋         | 李月娥           |      |
| 未播映    | 太白传奇       | 杨玉环           |      |

### 電影
| 年份   | 片名               | 角色          | 備注                         |
| ------ | ------------------ | ------------- | ---------------------------- |
| 1989年 | 霹靂警花           | 尹小君        |                              |
| 1995年 | 好男好女           | 梁静          |                              |
| 1996年 | 南國再見，南國     | 小麻花        |                              |
| 1997年 | 國道封閉           | 小玉          |                              |
| 1998年 | 海上花             |               |                              |
| 1999年 | 八又二分之一的女人 |               |                              |
| 2006年 | 爱情呼叫转移       | 梁惠君        |                              |
| 2007年 | 命运呼叫转移       |               |                              |
| 2009年 | 孤岛秘密战         |               |                              |
| 2009年 | 追击阿多丸号       |               |                              |
| 2009年 | 雨打芭蕉           |               |                              |
| 2009年 | 明天是否来临       |               |                              |
| 2011年 | 回馬槍             | 闵悦          |                              |
| 2011年 | 大武生             | 馮姨太        |                              |
| 2012年 | 铜雀台             |               |                              |
| 2013年 | 时光恋人           |               |                              |
| 2013年 | 帝國秘符           |               |                              |
| 2015年 | 我是女王           | 馬璃莎Melissa |                              |
| 2015年 | 情劍               | 脱尘郡主      | 電視劇《浣花洗剑录》的剪輯版 |

### 舞台劇
- 1997年 《未曾相识》
- 1998年 《面具》
- 2000年 《拾梦新城》淤
- 2005年 《周璇》

### 编剧
- 2008年11月28日，《爱情呼叫转移2：爱情左右》（编剧：束焕、伊能静）
- 2015年4月15日，《我是女王》（编剧：王安安、顧　奕、伊能靜）

### 節目
| 年份          | 地區     | 頻道                       | 節目                        |
| ------------- | -------- | -------------------------- | --------------------------- |
| 1991年        | 香港     |                            | 《Beyond放暑假》 客串第八集 |
| 1993年        | 香港     | 卫视中文台（凤凰卫视前身） | 《艺能宅急便》              |
| 1996年        | 台湾     | 无线卫星电视台（TVBS）     | 《青春残酷全纪录》          |
| 1996年        | 台湾     | 飞碟电台                   | 《迷失城市》                |
| 2005年—2007年 | 台湾     | 中天娱乐台                 | 《美丽艺能界》              |
| 2010年—2013年 | 中國大陸 | 東方衛視                   | 《中国达人秀》              |
| 2015年        | 中國大陸 | 江蘇衛視                   | 《蒙面歌王》 (评委)         |
| 2017年        | 中國大陸 | 騰訊視頻                   | 《吐槽大会》                |
| 2017年        | 中國大陸 | 芒果TV                     | 《妈妈是超人2》             |
| 2018年        | 中國大陸 | 湖南衛視                   | 《幻樂之城》（導演）        |
| 2020年        | 中國大陸 | 芒果TV                     | 《婆婆和媽媽》              |
| 2020年        | 中國大陸 | 芒果TV                     | 《乘風破浪的姐姐》          |
| 2020年        | 中國大陸 | 江苏卫视，优酷             | 《我们恋爱吧 (第二季)》     |
| 2021年        | 中國大陸 | 江苏卫视，优酷             | 《我们恋爱吧 (第三季)》     |
| 2022年        | 中國大陸 | 愛奇藝                     | 《上班啦！媽媽第二季》      |
| 2023年        | 中國大陸 | 江苏卫视，优酷             | 《我们恋爱吧 (第五季)》     |

## 書籍作品

### 散文作品
| 出版日期 | 書名                        | 出版社       | ISBN               |
| -------- | --------------------------- | ------------ | ------------------ |
| 1990年   | 《落入凡間的精靈》          | 皇冠文化     |                    |
| 1991年   | 《私戀》                    | 春秋         |                    |
| 1991年   | 《遠夢》                    | 春秋         |                    |
| 1992年   | 《陪在你左右》              | 皇冠文化     | ISBN 4718021007309 |
| 1993年   | 《恋爱中的女人》            | 皇冠文化     | ISBN 4718021009259 |
| 1995年   | 《春花语录》                |              |                    |
| 1995年   | 《好女 文字电影书》         | 誠僕         | ISBN 9789579951609 |
| 1996年   | 《做自己》                  | 遠流         | ISBN 9789573228509 |
| 1998年   | 《为爱而生-伊能静自我写真》 | 东方出版中心 | ISBN 9787806273234 |
| 2002年   | 《生死遗言》                | 聯合文學     | ISBN 9789575223892 |
| 2004年   | 《索多玛城》                | 聯合文學     | ISBN 9789575224554 |
| 2005年   | 《生生世世》                | 聯合文學     | ISBN 9789575225032 |
| 2006年   | 《越南情人》                |              |                    |
| 2006年   | 《美丽教主之变脸天书》      | 趨勢文化     | ISBN 9789575225032 |
| 2007年   | 《爱的练习本》              | 聯合文學     | ISBN 9789575227173 |
| 2010年   | 《灵魂的自由》              | 有鹿文化     | ISBN 9789866281044 |
| 2013年   | 《跟身体谈恋爱》            | 接力出版社   | ISBN 9787544828222 |
| 2015年   | 《我是女王》                | 中國文聯     | ISBN 9787505992108 |

### 写真集
| 出版日期   | 書名                               | 出版社 | ISBN |
| ---------- | ---------------------------------- | ------ | ---- |
| 1988年8月  | 《少女心》（拍摄地：日本）         |        |      |
| 1992年11月 | 《乱世中的天使》（拍摄地：奥地利） |        |      |
| 1993年7月  | 《炫耀青春》（拍摄地：印尼巴厘岛） |        |      |
| 1993年12月 | 《流浪的小孩》（拍摄地：英国）     |        |      |
| 1994年6月  | 《圣女传说》（拍摄地：希腊）       |        |      |
| 1996年5月  | 《自己》（拍摄地：法国）           |        |      |
| 2006年     | 《小情人》（拍摄地：越南）         |        |      |

### 画册
| 出版日期  | 書名                             | 出版社   | ISBN               |
| --------- | -------------------------------- | -------- | ------------------ |
| 1991年2月 | 《ANNIE HOUSE 伊能静的服装手册》 | 皇冠文化 | ISBN 4718001004915 |

## 獎項

### 金馬獎
| 年份 | 頒獎典禮     | 獎項       | 影片         | 角色 | 結果 |
| ---- | ------------ | ---------- | ------------ | ---- | ---- |
| 1995 | 第32屆金馬獎 | 最佳女主角 | 《好男好女》 | 梁静 | 提名 |
| 1997 | 第34屆金馬獎 | 最佳女主角 | 《國道封閉》 | 小玉 | 提名 |

### 金鐘獎
| 年份 | 頒獎典禮     | 獎項               | 劇集                         | 角色 | 結果 |
| ---- | ------------ | ------------------ | ---------------------------- | ---- | ---- |
| 2006 | 第41屆金鐘獎 | 迷你劇集最佳女主角 | 公視人生劇展 -《天使一刻鐘》 | 洛心 | 提名 |

### 其他
| 年份 | 頒獎典禮                   | 獎項                    |
| ---- | -------------------------- | ----------------------- |
| 1992 | 民生報「十大最受歡迎偶像」 | 十大最受歡迎偶像 第八名 |
| 1993 | 民生報「十大最受歡迎偶像」 | 十大最受歡迎偶像 第九名 |

## 外部連結
- 伊能靜的Facebook專頁
- 伊能靜的Instagram帳戶
- 伊能靜的新浪微博
- 伊能靜在互联网电影资料库（IMDb）上的資料（英文）
- 伊能靜在香港影庫上的簡介
- 伊能靜在时光网上的簡介（简体中文）
- 伊能靜在豆瓣上的资料（简体中文）
- 伊能靜在華文影史庫上的簡介 （页面存档备份，存于）（繁體中文）